# Trygodes simplicissima
Trygodes simplicissima är en fjärilsart som beskrevs av Dyar 1912. Trygodes simplicissima ingår i släktet Trygodes och familjen mätare. Inga underarter finns listade i Catalogue of Life.